# SS-Untersturmführer
SS-Untersturmführer – stopień paramilitarny w III Rzeszy w Schutzstaffel (SS), który w Waffen-SS odpowiadał stopniowi podporucznika (niem. Leutnant) Wehrmachtu. Jego odpowiednikiem w SA był SA-Sturmführer, który w 1935 zmieniony został na SS-Untersturmführer.